# C开头的那个词
《C开头的那个词》（英語：The C Word）是美国情景喜剧《我为喜剧狂》第1季的第14集，由剧集主创人、执行制片人兼女主演蒂娜·菲编剧，亚当·伯恩斯坦执导，2007年2月15日通过全国广播公司在美国首播。本集节目的客串演员包括凯文·布朗、格里兹·查普曼、瑞秋·德拉彻、约翰·卢兹、凯斯·鲍威尔、朗尼·罗斯、雷普·汤恩和查琳·易。
在这一集中，全国广播公司电视节目《与崔西·乔丹》首席编剧丽兹·莱蒙（Liz Lemon，蒂娜·菲饰）由于受到手下编剧的批评而决定今后要更宽容待人。公司副总裁杰克·唐纳吉（Jack Donaghy，亚历克·鲍德温饰）带男演员崔西·乔丹（Tracy Jordan，崔西·摩根饰）去参加一场有公司高层人士参与的高尔夫球活动，希望能够给通用电气首席执行官唐·盖斯留下好印象，以便将来接班，可摩根觉得自己受到了歧视，还决定来玩一场“真心话大冒险”，于是一切都乱套了。
《C开头的那个词》获得了电视评论员较为正面的评价。根据尼尔森收视率调查的数据，本集在美国首播时一共有约500万户家庭观看，在18-49岁年龄段人群中收获了2.5 / 6的收视率。

## 剧情
通用电气公司负责美国东岸电视和微波炉业务的副总裁杰克·唐纳吉需要参加一场糖尿病慈善高尔夫活动，公司CEO唐·盖斯也会参加。杰克希望能给年迈的盖斯留下一个好的印象，增大将来接班的机会，于是他叫上了自己主管的喜剧小品《与崔西·乔丹》中的头牌明星崔西·乔丹一起前往。到了聚会现场，崔西很快成为一位受关注的人物，但他也因此感觉自己被带过来这里只是作为一个“有趣的黑人”而感到不满。他指控盖斯没有聘请足够多的黑人，有种族主义倾向，这话引起盖斯不快，杰克和崔西也因此没有获得与盖斯一起打高尔夫球的邀请。杰克对崔西感到不满，崔西表示自己就是忍不住，说只有“真心话大冒险”才能解决问题。之后，崔西又一次走到人群注目之下，讲述自己的女儿与粮尿病魔搏斗的事迹，包括盖斯在内的众人都大为感动。盖斯于是邀请杰克、崔西以及崔西“身患糖尿病的女儿”一起去马萨葡萄园岛。杰克对此非常满意，崔西告诉杰克自己压根儿就没有女儿，后者说没关系，星期一找演员来试镜就行了。
电视台大楼里，《与崔西·乔丹》首席编剧丽兹·莱蒙和手下众编剧正在讨论有关节目中可以考虑使用的主题。J·D·卢兹提出了自己构想的一个《与流浪汉共舞》（Dancing with the Hobos），但在众人面前受到了丽兹的否决，让他深感难堪。之后，正在和节目养猫人葛丽泰·约翰森交谈的丽兹无意中听到卢兹用C开头的词辱骂自己。愤怒之下，她告诉节目的制片人皮特·霍恩伯格（Pete Hornberger，斯科特·安第斯饰）和另一位编剧弗兰克·罗斯塔诺（Frank Rossitano，贾达·弗雷德兰德饰），表明自己受到了污辱，打算炒卢兹的鱿鱼。弗兰克表示丽兹在手下眼中不是个好上司，丽兹虽然深感意外，但还是决定从今往后在工作上要给同事多留余地。谁料想，她的主动退让却导致众人开始想方设法占便宜，丽兹又气坏了，再一次改变主意，她告诉卢兹，自己听到了他的辱骂，并且警告大家今后谁再用这个“可怕的词”称呼自己就会被解雇。
电视台的杂工跟班肯尼斯·帕塞尔（Kenneth Parcell，杰克·麦克布瑞尔饰）对另一位杂工跟班格蕾斯·帕克产生了一种浪漫感觉，但他又担心两人如果交往，将有负电视台的重托和形象，可是他已无法自拔，总觉得对方的行为都是在对自己加以性挑逗。最后，肯尼斯终于鼓起勇气向格蕾斯表白，正当两人就要接吻时，有人找肯尼斯做一件工作，他马上就全心全意地投入到工作中，完全忘记了格蕾斯和之前的尴尬。

## 制作

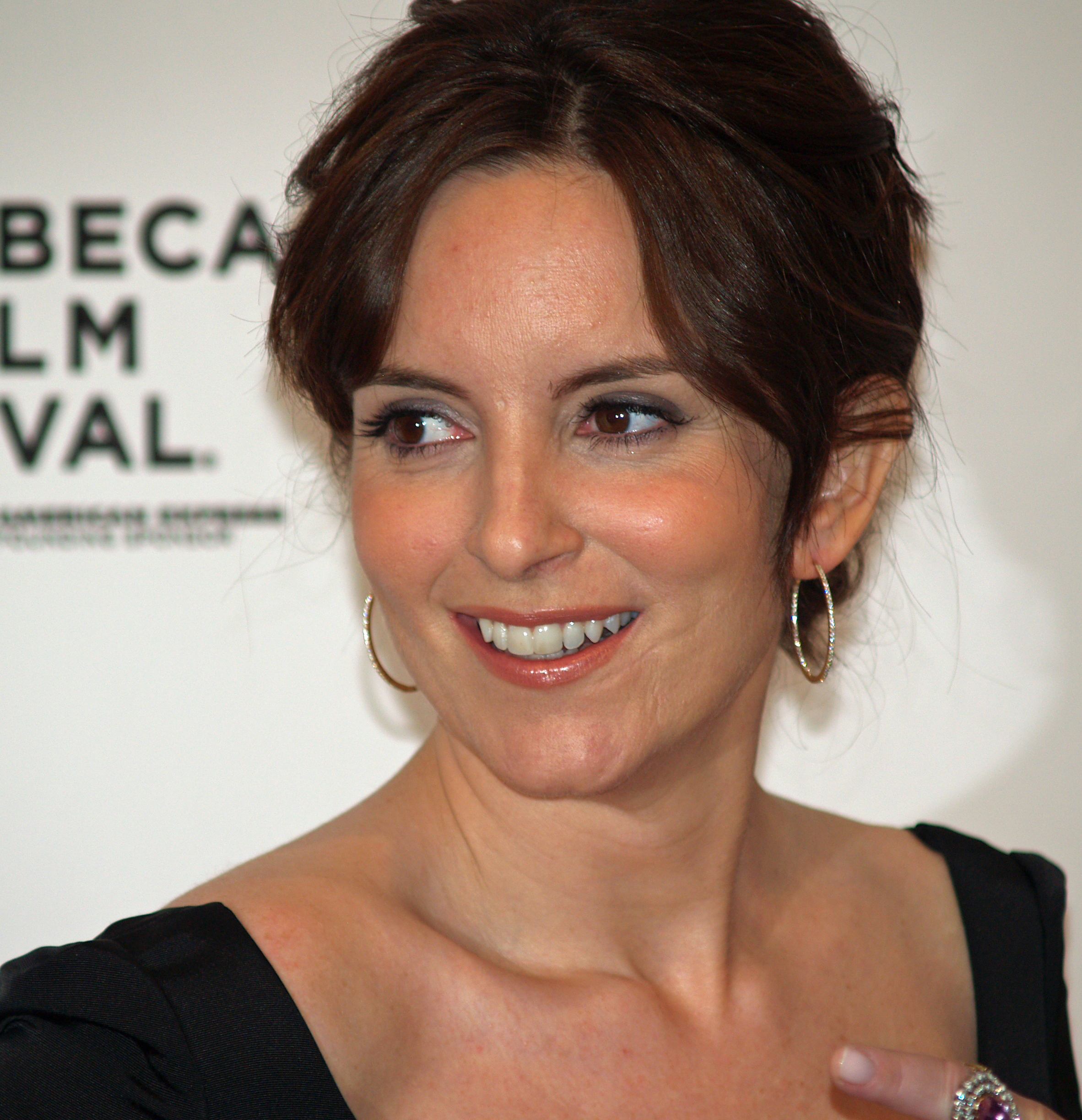
《我为喜剧狂》主创人蒂娜·菲担任本集节目的编剧。

《C开头的那个词》由《我为喜剧狂》的主创人、执行制片人兼女主演蒂娜·菲编剧，这也是她继《试播集》、《后果》、《崔西演柯南》、《头与头发》、《黑领带》和《熬夜》后第7次为这一剧集编剧。导演是监督制片人亚当·伯恩斯坦，这是他第5次执导《我为喜剧狂》。《C开头的那个词》于2007年2月15日通过全国广播公司在美国首播，是喜剧小品《我为喜剧狂》的第14集。
蒂娜·菲曾于2007年4月接受《娱乐周刊》采访时透露，曾有一位手下的编剧用“C开头的那个词”骂过自己。“C开头那个词的事件的确发生过。我当时气疯了，反应也很古怪，不停地说，‘你不能这么说！我爸爸妈妈都很爱我！’”而在另一场采访中，当被问起《C开头的那个词》是否是根据真实体验编剧时她回答，“有一点吧，有一点是基于哪个人突然用一个很过火的词骂你，而你一下子也不知道应该怎么反应。”
曾长期和菲合作的瑞秋·德拉彻本是扮演简娜·玛隆妮一角的初定人选，并已在节目起初拍摄的试播集中出演了这一角色。但到了2006年8月，执行制片人洛恩·迈克尔斯宣布简娜一角将另选演员出演，但德拉彻还是会在之前的多集节目中以不同的身份登场。在最后播出的这集试播集中，她以《女生秀》养猫人葛丽泰·约翰森的身份出镜。同月晚些时候，全国广播公司宣布已由简·科拉克斯基取代德拉彻出演简娜一角，在《后果》中，她扮演了一个名叫玛丽娅（Maria）的女佣，丽兹发现她被锁在一艘游艇的衣柜里。在《杰克遇上丹尼斯》里，德拉彻饰演了女演员伊丽莎白·泰勒。《崔西演柯南》中德拉彻出演的是崔西·乔丹出现幻觉时所看到的一个全身穿上臃肿蓝色服装的人，被称为“小蓝人”。在《分手》中，她诠释了帕梅拉·斯缪，是崔西和图弗之间的一组灵敏度训练治疗师成员。而到了《幼儿节目》中，德拉彻扮演了一位名叫格丽塔的女子，听说丽兹·莱蒙想怀个孩子后表示自己愿意做她的代孕母亲，而到了《熬夜》里，她饰演的是杰克喝醉后叫来的一个妓女。在《C开头的那个词》中，德拉彻继《试播集》以来再次出演养猫人葛丽泰·约翰森。《周六夜现场》还有其他多位演员也参加了《我为喜剧狂》的演出，包括弗莱德·阿米森、克里斯汀·韦格、威尔·福特、莫莉·香侬、霍拉提奥·桑斯、杰森·苏戴奇斯、简·霍克斯、克里斯·帕内尔等。菲和崔西·摩根都曾是《周六夜现场》的主要演员。亚历克·鲍德温也曾16次担任《周六夜现场》主持人，创下了该节目的最高纪录。此外，《C开头的那个词》还是雷普·汤恩首次在《我为喜剧狂》亮相，他扮演的是通用电气首席执行官唐·盖斯。

## 反响
根据尼尔森收视率调查的数据，《C开头的那个词》在美国首播时有约500万户家庭观看，在18-49岁人群中获得的收视率为2.5 / 6。这个数字意味着首播时全美所有这一年龄段人群中有2.5%看了这集节目，而当时有看电视的这个年龄段观众群里则有6%选择收看《C开头的那个词》。与上一集《熬夜》首播时520万户家庭观看的成绩相比有所下降。
IGN网站的罗伯特·坎宁（Robert Canning）写道，“像《C开头的那个词》这样的一集虽说剧情上有些简单短小，但仍然有足够值得一提的爆笑桥段……总而言之，出众的剧本抵消了略显不足的部分，让这成为又一集充满欢笑的《我为喜剧狂》。”坎宁认为杰克·唐纳吉和崔西·乔丹在性格上完全是地球的两极，这一集中把这两个人物放在一起，有着很让人满意的效果。他还觉得丽兹的故事线索虽然有一些好笑的地方，但与这个角色以往所塑造的形象有些不符。坎宁最终给予这一集的评分为7.8（最高为10）。美国在线电视小队的朱丽亚·沃德（Julia Ward）认为把亚历克·鲍德温和雷普·汤恩凑到一块的作法是“天才般的一步”。她还称赞蒂娜·菲又给出了优异的表现，“继续描绘出一位努力工作女生的真实形象”。沃德也很喜欢崔西一角在剧中的演说，称其“价值无法估量”，并且很高兴这个角色有了“充足的出场时间……这对节目的步调是一个很好的调整”。电视指南的马特·米托维奇（Matt Mitovich）对这一集所有的故事线索都感到满意，并且特别喜欢杰克和崔西的部分。米托维奇在对节目的总结中认为丽兹一角的故事线索可以做得更好，不过他仍然称赞这个故事中“包含着适当的信息：作为一位女性首席编剧，她的标准与通常的理解有所不同。此外，她的故事还让我们回想起那些她……不是个乖乖女的时刻”。